# ユーコン (ガンダムシリーズ)
ユーコンは、アニメ『機動戦士ガンダム』に登場する、架空の潜水艦。ジオン公国軍の海洋兵力の根幹をなす艦船である。

## 概要
ジオン公国軍は地球侵攻に際し、地表の7割以上を海面・水面がしめる為、多数の水上艦艇を必要としていた。小型の戦闘艇としては水上戦闘艇シーランスを準備しHLVにて投入した。一方、指揮・輸送を行う大型艦については、降下させるのも困難な上、コロニー国家故に建造のノウハウもなく、鹵獲した地球連邦軍の艦を自軍の戦力として積極的に採用せざるを得なかった。しかし、太平洋の連邦軍水上艦艇はブリティッシュ作戦（コロニー落とし）が起こした大津波により被害が甚大で、北米キャリフォルニアベース周辺にて戦闘に耐えうるのは、連邦軍港で遺棄されていた攻撃型潜水艦VIII型だけであり、これを改装してMS母艦として活用することとなった。それがユーコン級潜水艦である。
全長、その他のスペックは不明。推進機関は水流ジェット式でスクリューを持たない。武装は両舷中央部に前方に向けた魚雷発射管が四門。前甲板上に三連装の対地/対艦ミサイルVLSが三基。対空機銃が数基。セイル（司令塔）直下にMS格納庫があり、三機のMSを搭載可能である（テレビ版）。『0083』では連邦軍から奪取したGP02を格納した。『0080』に登場した本級には艦底に四基の個別ハッチがあり、ここから水陸両用MS四機を発進させた。この発進口がセイル下のMS格納庫と直結しているかは不明。また、テレビ版とは異なり、艦尾にスクリューが二軸装備されているのが確認できる。艦体色は青灰と草色。ハッチとインテーク前縁は橙色。

## 設定の変遷
初回放映時、設定上の詰めは殆どなされていない。ジオン公国の海洋勢力については上記の概要もすべて後付けである。「ガンダム大辞典」（ラポート1981）に於いても「ジオン軍の潜水艦については謎である」と片付けられている。
ユーコンの出自についても、同人誌だけでなく商業誌においても後付け設定作りがされた。そのため20世紀中の書籍資料では下記のように紹介されていることも有る。
- 宇宙船を大気圏突入させ、そのまま潜水艦にした。
- 宇宙空間で作った潜水艦をそのまま大気圏突入させた。
- 設計図を元に地上の造船設備で建造した。
- 引越し公社の潜水輸送船を軍事転用した。
- 連邦軍潜水艦基地を占領し鹵獲した。

しかし、ゲーム『機動戦士ガンダム ギレンの野望』シリーズにて、バンダイ刊『戦術戦略大図鑑』の「鹵獲説」を採用した為に、現在はこれが準公式設定的な最有力説となっている。小説版『ジオニックフロント 機動戦士ガンダム0079』（林譲治著）には、この設定をふまえた描写がある。
また、「潜水艦を採用した理由」についても以下のようなこじつけがひねり出された。
- 一般の船では揺れで船酔いする。潜水艦だとそれがない。
- 潜水艦は形状が宇宙船に似ているのでジオン兵が馴染みやすかった。
- 水上艦艇は津波により壊滅しており、接収可能なのは潜水艦しかなかった。

これについても『0083』にてシドニー壊滅の描写がなされたことから「津波説」で収束している。
- GUNDAM LEGACYではこのほかにもジュノー（J）型潜水艦も鹵獲していたといわれている。

## 劇中での活躍
機動戦士ガンダム
第26話では、マッドアングラー隊の一員として初登場。オデッサ作戦後、ドック入りの為にベルファスト基地へ入港したホワイトベースに対し、威力偵察を掛けるMSM（水陸両用モビルスーツ）の母艦として2隻が姿を現した。艦載機であるゴッグやズゴックを発進させて連邦軍基地やホワイトベースを襲撃し、基地にミサイル攻撃も掛けている。浮上航行していた1隻は迎撃に出た連邦軍の対潜攻撃機ドン・エスカルゴ部隊を対空砲火で退けるが、セイラ・マスが操縦するGファイター（劇場版IIではコアブースター）によって撃沈された。
機動戦士ガンダム0080 ポケットの中の戦争
冒頭部にてユーコン級U-99がサイクロプス隊を連邦軍の北極基地から五海里の地点まで送り届けた。ズゴックEを1機、ハイゴッグを3機、艦底ハッチから発進させた。
機動戦士ガンダム0083 STARDUST MEMORY
アナベル・ガトー少佐がトリントン基地からガンダム試作2号機を奪取する際、ドライゼ艦長のU-801がトリントン基地に対するミサイル攻撃を行って脱出を支援し、宇宙へ直接ガンダム試作2号機を運ぶコムサイIIが撃墜されたときに備えてオーストラリアからの脱出の足として待機した。コムサイIIが撃墜されたため、U-801がガンダム試作2号機をオーストラリアからアフリカまで運んでいる。
機動戦士ガンダム MSV-R ジョニー・ライデンの帰還
ユーマ・ライトニングら「ユーマ隊」とFSS所属のレッド・ウェイライン他3名によるジャブロー侵入に計5隻が参加。当初はU-207単独だったが、ジャブローへの道中で2隻が合流し潜水艦隊となり、ジャブロー侵入時に更に2隻追加される。襲撃後残存した4隻はFSS所属のアーガマ級ニカーヤに同道しキャリフォルニア・ベースへ入港。ここで乗組員達がニカーヤと共に宇宙へ上がりムサイ級軽巡洋艦3隻に移乗したため、同基地に乗り捨てる形で放棄されたと思われる。
U-207
上述のU-801に近い形状で、艦長はラトヴィッチ。「ユーマ隊」の母艦として艦首両側面にユーマのパーソナルマークが描かれ、ユーマが調達した高機動型ゲルググ(ジョニー・ライデン仕様)等の機材を保管していた。ユーマらをジャブローへ送り届ける道中で周囲のジオン残党に協力を呼び掛け潜水艦隊を編成、ジャブロー侵入時には事実上の旗艦として艦隊の指揮を執る。交戦終了後は損傷したU-47と共に浮上し、ニカーヤと接触する。
U-47
上述のU-99に近い形状で、艦長はデーヴァ・ヴェル。「栄光のナンバー」を背負う特殊戦部隊とされ、静粛性と音波吸収拡散能力に特化した「特殊戦機」を運用する。U-207の呼び掛けに応え、ジャブロー侵入時には民間軍事会社「テミス」所属のラムズゴック隊と交戦。自艦を囮にしつつ特殊戦機との連携で善戦する。しかしヒート・ラムで船体を切り裂かれ、交戦終了直後に緊急浮上するも浸水を止められず沈没。艦隊唯一の喪失艦となったが、艦長含め人員の多くはニカーヤに救助された。
その他
U-207とU-47以外の3隻は目立った描写がなく、艦名も不詳。ただしユーマが掲げた端末に表示されたシルエットによれば、少なくとも1隻は『機動戦士ガンダム』に登場したものに近い形状である模様。またU-47の後方に同形状らしき艦が描かれたシーンから、やはり少なくとも1隻はU-47と同型らしい。
機動戦士ガンダム ギレンの野望
ゲームでは元々が連邦軍の潜水艦という設定を生かし、ジオン編では地球侵攻作戦の成功とキャリフォルニアベース占領に伴い手に入れた設計図によって開発・生産が可能となる。連邦編ではスタート時から生産が可能なユニットとして登場するが、名称が「U型潜水艦」となっている。